# Gnathopleustes trichodus
Gnathopleustes trichodus är en kräftdjursart som beskrevs av Edward Lloyd Bousfield och Hendrycks 1995. Gnathopleustes trichodus ingår i släktet Gnathopleustes och familjen Pleustidae. Inga underarter finns listade i Catalogue of Life.